# Nhạc Hòa
Nhạc Hòa, tên hiệu Thiết Khiếu Tử, là một nhân vật hư cấu trong tiểu thuyết cổ điển Trung Quốc Thủy hử. Ông là một trong 72 Địa Sát Tinh của 108 anh hùng Lương Sơn Bạc.

## Xuất thân
Nhạc Hòa vốn quê ở Mao Châu, là lính coi ngục ở phủ Đăng Châu, thông minh lanh lợi, thạo việc. Ông biết võ nghệ, có tài âm nhạc nên mới có tên hiệu là Thiết khiếu tử (Tay sáo sắt).

## Gia nhập Lương Sơn Bạc
Ở Đăng Châu, Giải Trân và Giải Bảo bị mắc mưu nhà Mao thái công nên bị tống vào ngục. Hòa biết đây là anh em với Tôn Lập, anh vợ mình, nên ra sức giúp đỡ. Ông đến thông báo cho vợ chồng em trai Tôn Lập là Tôn Tân và Cố Đại Tẩu. Họ cùng Tôn Lập, Trâu Uyên và Trâu Nhuận tổ chức cướp ngục, giải cứu thành công anh em nhà họ Giải. Cả hội cùng lên Lương Sơn Bạc. Lúc đó Lương Sơn Bạc đang giao chiến ở Chúc gia trang. Do mối quen biết của Tôn Lập với quân sư Loan Đình Ngọc của Chúc gia, Nhạc Hòa cùng Tôn Lập và các anh em đến Chúc gia trang làm gián điệp và giúp Lương Sơn đánh bại Chúc gia.

## Sau chiêu an
Khi phân định ngôi thứ ở Lương Sơn Bạc, Nhạc Hòa trở thành đầu lĩnh bộ quân thông tin việc cơ mật. Trong quá trình xin triều đình chiêu an, Nhạc Hòa và Tiêu Nhượng được cử theo Cao Cầu về kinh. Tuy nhiên Cao Cầu nuốt lời, giam lỏng cả hai trong phủ. Sau Đới Tung và Yến Thanh phải đến cứu họ ra.
Sau khi nhận chiêu an, ông cùng Tống Công Minh và các đầu lĩnh khác tham gia nhiều chiến dịch đánh dẹp quân Liêu và các lực lượng khác chống đối triều đình nhà Tống. Trước chiến dịch đánh Phương Lạp, Vương đô úy xin Nhạc Hòa về phủ để trông nom công việc ca xướng nên Nhạc Hòa không tham gia chiến dịch này.

## Trong Đãng Khấu Chí
Tại hồi 40, quân Viên Tý nhờ Ngụy Phụ Lương và Chân Đại Nghĩa làm nội gián, bày liên hoàn kế lấy được Duyễn Châu. Sau đó cho quân đánh vào trấn Dương Quan, Đỗ Hưng Nhạc Hòa từ chỗ hẻm nhảy ra cửa quan chạy trốn. Không ngờ Nhạc Hòa bị Vương Thiên Bá đánh chết. Đỗ Hưng bị Phạm Thành Long bắt sống.